# Bathythrix lamina
Bathythrix lamina là một loài tò vò trong họ Ichneumonidae.